# Костомукшский муниципальный округ
Костому́кшский муниципа́льный о́круг (карел. Kostamuksen kunta) — муниципальный округ в составе Республики Карелия Российской Федерации. Находится в границах административно-территориальной единицы город республиканского значения Костомукша.
Административный центр — город Костомукша.

## География
Округ расположен в западной части Республики Карелия. Граничит на севере и востоке с Калевальским, на юге — с Муезерским районами Республики Карелия, на западе с Финляндией (муниципалитеты Кухмо и Суомуссалми).
Костомукшский муниципальный округ относится к районам Крайнего Севера.

## История
В 2004 году муниципальное образование наделено статусом городского поселения, в 2011 году — статусом городского округа.
Распоряжением Правительства РФ от 29 июля 2014 года № 1398-р «Об утверждении перечня моногородов» городской округ включён в категорию «Монопрофильные муниципальные образования Российской Федерации (моногорода), в которых имеются риски ухудшения социально-экономического положения».
17 апреля 2025 года Костомукшский городской был преобразован в муниципальный округ.

## Население
| 1989    | 2002    | 2009    | 2010    | 2011    | 2012    | 2013    | 2014    | 2015    |
| ------- | ------- | ------- | ------- | ------- | ------- | ------- | ------- | ------- |
| 31 003  | ↘30 250 | ↗30 296 | ↘28 997 | ↘28 954 | ↗29 044 | ↗29 259 | ↗29 586 | ↗29 911 |
| 2016    | 2017    | 2018    | 2019    | 2020    | 2021    | 2023    |         |         |
| ↗30 049 | ↗30 061 | ↘29 906 | ↘29 871 | ↗30 131 | ↘26 650 | ↘26 531 |         |         |

Согласно прогнозу Минэкономразвития России, численность населения будет составлять:
- 2024 — 30,42 тыс. чел.
- 2035 — 31 тыс. чел.

### Урбанизация
В городских условиях (город Костомукша) проживают 97.73 % населения округа.

### Национальный состав
По итогам переписи населения 2020 года проживали следующие национальности (национальности менее 0,1 % и другое, см. в сноске к строке «Другие»):
| Национальность | Численность, чел. | Доля     |
| -------------- | ----------------- | -------- |
| Русские        | 21 021            | 78,88 %  |
| Карелы         | 1081              | 4,06 %   |
| Украинцы       | 487               | 1,83 %   |
| Белорусы       | 368               | 1,38 %   |
| Татары         | 157               | 0,59 %   |
| Финны          | 57                | 0,21 %   |
| Немцы          | 50                | 0,19 %   |
| Башкиры        | 44                | 0,17 %   |
| Чуваши         | 39                | 0,15 %   |
| Казахи         | 36                | 0,14 %   |
| Армяне         | 30                | 0,11 %   |
| Вепсы          | 28                | 0,11 %   |
| Мордва         | 27                | 0,10 %   |
| Другие         | 3225              | 12,08 %  |
| Итого          | 26 650            | 100,00 % |

## Населённые пункты
В Костомукшский муниципальный округ входят (городу республиканского значения подчинены) 7 населённых пунктов:
| № | Населённый пункт | Тип населённого пункта | Население |
| - | ---------------- | ---------------------- | --------- |
| 1 | Вокнаволок       | деревня                | ↘401      |
| 2 | Заречный         | посёлок                | ↗136      |
| 3 | Костомукша       | город                  | ↘25 928   |
| 4 | Ладвозеро        | деревня                | →0        |
| 5 | Поньгагуба       | деревня                | →1        |
| 6 | Суднозеро        | деревня                | ↘3        |
| 7 | Толлорека        | деревня                | →2        |

## Местное самоуправление
Главы округа
- с 22 ноября 2021 года — Новгородов Сергей Николаевич[30];
- с 22 июля 2025 года — Король Наталья Леонидовна[31].